# Őrimagyarósd
Őrimagyarósd là một thị trấn thuộc hạt Vas, Hungary. Thị trấn này có diện tích 12,29 km², dân số năm 2010 là 231 người, mật độ 19 người/km².